# Jokertje's Jawoord
Jokertje's jawoord is een realityserie uit 2013 van RTL 5 die zich afspeelde in Las Vegas.
De serie gaat over drie vrienden van Jokertje die voor hem het ultieme vrijgezellenfeest proberen te organiseren. De serie begon op 7 mei 2013 en werd tot 25 juni 2013 wekelijks uitgezonden. Jokertje, Sterretje en Matsoe Matsoe deden mee in eerdere Oh Oh ...-televisiereeksen. Ricardo maakte zijn debuut in deze serie.